# Трауготт Герр
Трауготт Герр (нім. Traugott Herr; нар. 16 вересня 1890, Веферлінген, Саксонія — пом. 13 квітня 1976, Ахтервер) — німецький воєначальник часів Третього Рейху, генерал танкових військ (1943) Вермахту. Кавалер Лицарського хреста Залізного хреста з дубовим листям та мечами (1944).

## Біографія
Військова кар'єра
- 18 квітня 1911 — фанен-юнкер
- 9 серпня 1911 — фанен-юнкер-унтерофіцер
- 19 грудня 1911 — фенрих
- 18 серпня 1912 — лейтенант
- 28 листопада 1917 — оберлейтенант
- 1 січня 1926 — гауптман
- 1 червня 1934 — майор
- 1 жовтня 1936 — оберстлейтенант
- 1 серпня 1939 — оберст
- 1 квітня 1942 — генерал-майор
- 15 лютого 1943 — генерал-лейтенант
- 1 вересня 1943 — генерал танкових військ